# Varangerfjord
Il Varangerfjord (russo: Варяжский залив, finlandese: Varanginvuono) nella contea di Finnmark, è il fiordo più orientale della Norvegia. 
Ha una lunghezza di circa 100 chilometri e delimita un lato della penisola di Varanger. In senso stretto, è un falso fiordo, in quanto non ha le caratteristiche morfologiche di un fiordo modellato da ghiacciai.
Il suo estuario, tra la città di Vardø a nord e Grense Jacobselv - vicino a Kirkenes - a sud, ha una larghezza di circa 70 chilometri.